# Cerréncano
Cerréncano fue un lugar español de Zabalza, perteneciente en la actualidad al municipio de Urraúl Alto, en la Comunidad Foral de Navarra.

## Toponimia
El lugar puede aparecer referido como «Cerréncano» y «Zarrangano».

## Historia
Hacia mediados del siglo XIX, el lugar, referido por entonces como un caserío perteneciente a Zabalza, tenía contabilizada una población de 12 habitantes. Aparece descrito en el sexto volumen del Diccionario geográfico-estadístico-histórico de España y sus posesiones de Ultramar de Pascual Madoz con las siguientes palabras:

CERRENCANO ó ZARRANGANO: cas. del valle de Urraul Alto, en la prov. de Navarra, part. jud de Aoiz (3 leg.), dióc. de Pamplona (6), arcip. de Ibargoiti y ayunt. de Zabalza (1/2). sit. en terr. elevado al S. del valle, con vertientes al N. y O. Su clima es frio y acaso de los mas escesivos de Navarra; pero sano, á escepcion de algunas pulmonias que se padecen; los vientos reiantes son N. y NE: tiene una buena casa con espaciosas habitaciones, y una igl. (San Pedro), aneja y servida por el cura de Zabalza. Confina el térm. N. Izal; E. Ustes; S. Azpurz, y O. Zabalza, estendiéndose 1/4 de hora de N. á S. y lo mismo de E. á O.: los montes que se encuentran, estan poblados de robles, hayas, pinos y arbustos. El terreno es quebrado y de mediana calidad: por el lado del cas. corre un riach. que baja del monte Aldasudurra, es vadeable y se halla cruzado por un puentecito de madera. Las Prod. son las generales del valle (V.): pobl. 12 almas.
(Madoz, 1847, p. 364)

En el término del municipio de Urraúl Alto, existen en la actualidad los despoblados de Cerréncano Alto y Cerréncano Bajo.